# Bernhard Havestadt
Bernhard Havestadt Pater Bernhard Havestadt SJ, Padre Bernardo Havestadt S.J. (* 27. Februar 1714 in Köln; † 28. Januar 1781 in Münster) war ein deutscher Jesuit, Missionar und Sprachforscher der indigenen amerikanischen Sprache Mapudungun (Araukanische Sprachen).

## Leben und Wirken
Havestadt wurde am 27. Februar 1714 in der St. Laurenz in der Kölner Innenstadt getauft. Wahrscheinlich stammte seine Familie aus dem Westfälischen, aus der Umgebung der Stadt Dülmen. In Köln besuchte er zunächst das Jesuitenkolleg, wo er etwa 1729 mit einem zweiten Preis in der Poetik-Klasse ausgezeichnet worden war. Nach seiner Schulzeit studierte er in Trier Philosophie, wo er am 20. Oktober von 1731 in die Gesellschaft Jesu, Compañía de Jesús eintrat.
Havestadt absolvierte sein Noviziat. Von 1735 bis 1740 setzte man ihn als Lehrer in Hadamar und Neuss ein. Danach studierte er erneut Theologie am Jesuitenkolleg in Büren. Nach vierzehn Jahren im Orden zwischen 1731 und 1745 erhielt er am 24. September 1743 in Büren sein Weihesakrament als römisch-katholischer Priester. Sein Tertiat verbrachte Havestadt im Haus Geist im Kirchspiel Oelde.
Havestadt war polyglott; er sprach neben Deutsch und Latein noch Spanisch, Englisch, Italienisch, Niederländisch und Portugiesisch sowie späterhin Mapudungun.
Nach einjähriger Volksmissionstätigkeit, die er von Horstmar in Westfalen aus begann, zog er 1746 in die araukanische Indianermission nach Chile.
Im Jahre 1746 war ihm dort seine zukünftige Missionsarbeit Südamerika zugewiesen worden. Er war damit einer der 102 deutschen Jesuiten, die im Generalkapitanat Chile wirkten. Er reiste von Amsterdam (Republik der Sieben Vereinigten Provinzen) aus nach Lissabon, wo er am 22. August 1746 eintraf und sich weiteren Jesuiten anschloss. In Lissabon hatte der Prokurator Graf von Karl Haimhausen (1692–1767), ein aus Bayern stammender Jesuit, eine Gruppe von Missionaren um sich gesammelt. Die Weiterreise nach Brasilien gelang aber erst am 14. Mai 1747, also des folgenden Jahres.
Havestadt hielt sich zunächst in Rio de Janeiro und im November 1747 in Buenos Aires auf, um schließlich sein Ziel, das Generalkapitanat Chile (Vizekönigreich Peru) bei den Mapuche zu erreichen. Man brach im Frühjahr des Jahres 1748 mit Maultieren durch die argentinische Pampa in Richtung der Kordilleren (Cordillera de la Costa). Schließlich erreichte man Santiago de Chile. Sein ihm zugewiesenes Missionsgebiet lag zwischen Concepción und Valdivia.
Sein Lebensmittelpunkt befand sich Santa Fé südöstlich von Concepción am Río Bío Bío. Dort erhielt er 1748 von dem Jesuitenpater Franz Xaver Wolfwisen (* 1679) Sprachunterricht in der lokalen indianischen Sprache.
Zwischen 1751 und 1767 bereiste er das südliche Chile, insbesondere die Insel Chiloé. Seit etwa 1756 arbeitete Havestadt an einem in spanischer Sprache verfassten Werk über die Sprache der Mapuche. Das Mapudungun ist eine der größeren isolierten Sprachen. Mit dem jesuitischen Ordensbruder Andrés Febrès (1734–1790) gab es offensichtlich einen wissenschaftlichen Austausch.
Doch der Drucklegung kam die Vertreibung zuvor. Lediglich ein Manuskript konnte er auf seiner Rückkehr nach Europa retten. Er übersetzte es noch als Ordensmitglied 1772 ins Lateinische, aber erst nach seiner Exklaustrierung im Jahre 1775 konnte er es in Köln und 1777 in Münster drucken lassen.
Pater Havestadt schrieb 1777:

„Wie die Anden andere Berge überragen,
so überragt es [das Mapudungun] andere Sprachen.
Wer die chilenische Sprache kennt,
sieht andere Sprachen wie von einem Wachtturm aus weit unten.
Er erkennt klar und deutlich,
wieviel an ihnen überflüssig ist, wieviel ihnen mangelt, und so fort,
und er kann jedem, der kein Chilene ist, zu Recht sagen:
Wenn deine Sprache gut ist, ist das Chilenische ihr überlegen.“

Während seiner Reisen durch Chile setzte er sich den unterschiedlichsten Gefahren aus, bis zu seiner Gefangennahme und Vertreibung mit den anderen jesuitischen Missionaren im Jahre 1768. Havestadt und seine Mitbrüder waren durch die allgemeine Ausweisung der Jesuiten aus den portugiesischen und spanischen Territorien (zuerst 1759 dann 1767/68, Expulsión de los jesuitas del Imperio Español de 1767) betroffen, die schließlich zur Aufhebung der Gesellschaft Jesu (1773) führte. Denn am 2. April 1767 unterzeichnete der König Karl III., Carlos III de España den Erlass, der die Verbannung der Jesuiten vom spanischen Besitz in Amerika einleitete.
Die Vertreter der spanischen Administration deportierten ihn nach Valparaíso und auf dem Seeweg brachte man ihn im Juli 1768 nach Callao und schließlich nach Panama, Ciudad de Panamá (Vizekönigreich Neugranada). Sodann ging es über Land nach Portobelo in der Karibik. Von dort segelte er mit dem Schiff nach Cartagena und nach Havanna auf Kuba (Vizekönigreich Neuspanien), schließlich über den Atlantik nach Cádiz im Königreich Spanien. In Spanien wurde er am 26. Mai 1769 verhört, inhaftiert und am 4. September 1770 auf freien Fuß gesetzt. Man hielt ihn im Kloster Monasterio de la Victoria in El Puerto de Santa María insgesamt 16 Monate fest.

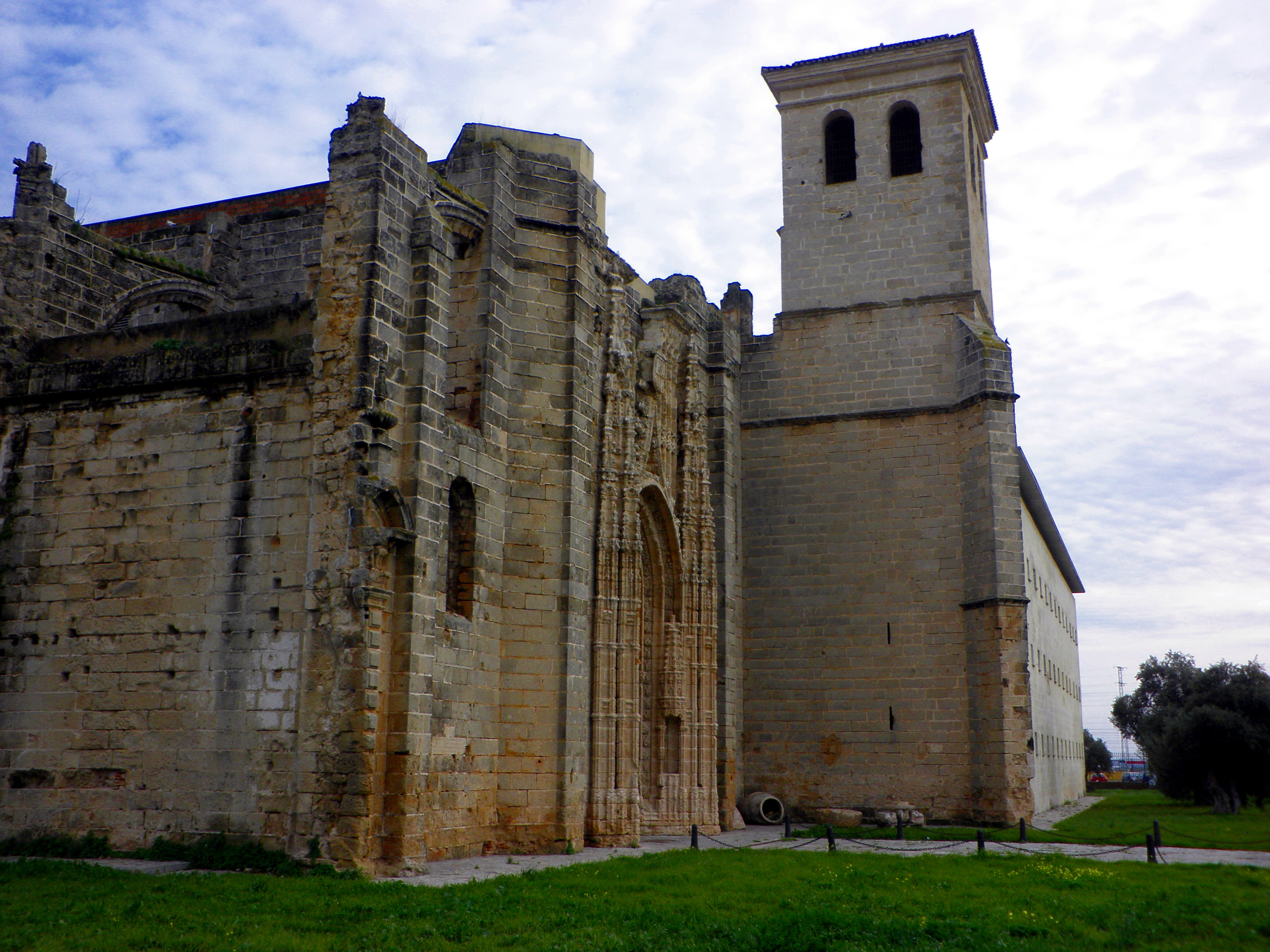
Das Monasterio de la Victoria in El Puerto de Santa María hier wurde Havestadt 16 Monate arrestiert.

Über Genua, Serenissima Repubblica di Genova in Italien und Österreich erreichte er schließlich Deutschland. Er beendete seine abenteuerliche Heimkehr in den Jahren 1768 bis 1771 im Haus Geist in Oelde in Westfalen, wo er bei den Jesuiten wieder Aufnahme fand. Als es dann im Jahre 1773 zur Aufhebung des Jesuitenordens kam, zog er sich zu Verwandten nach Uedinck bei Münster zurück. Fast erblindet starb er in Münster, wo man ihn in der Kirchengemeinde von St. Martini am 30. Januar 1781 bestattete.

## Wirkgeschichte
Wilhelm von Humboldt besaß die Chilidugu sive tractatus de lingua seu idiomate Indo-Chilensi, die er außerordentlich schätzte.
Humboldt verwendet Havestadts Werk in seinen Arbeiten über die amerikanischen Sprachen.  Obgleich er Havestadts einseitig lexikalische Darstellung kritisierte, sah er dennoch die Notwendigkeit die in einer Sprache gegebenen „Wortmasse“ zunächst zu erfassen.

## Werke

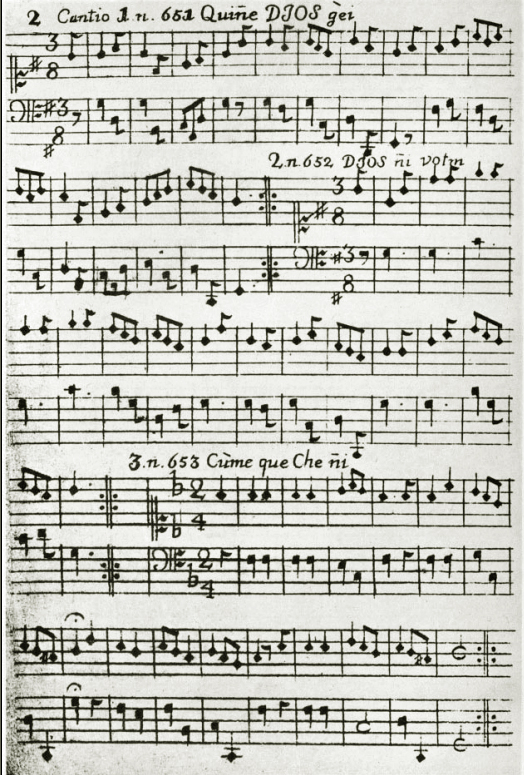
Chilidúgú, sive Res chilenses vel descriptio etc.

- Chilidugu sive tractatus de lingua seu idiomate Indo-Chilensi. Hispanice et Latine conscriptus, Köln 1775
- Chilidugu sive res Chilenses vel Descriptio Status tum naturalis, tum civilis, cum moralis Regni populique Chilensis, inserta suis locis perfeetae ad Chilensem Linguam Manuductioni. Münster 1777, Nachdruck besorgt von Julius Platzmann, 1883
- Zwölf Missionspredigten. Köln 1778